# Einar Angulo
Einar Angulo (Tumaco, Nariño, Colombia; 2 de septiembre de 1967) es un exfutbolista y direc tor técnico colombiano. Actualmente es agente libre.

## Trayectoria

### Como jugador
Einer fue jugador del Deportivo Pereira en varias temporadas e hizo parte fundamental de varios equipos del fútbol colombiano durante 10 años.

### Como entrenador
Fue asistente técnico de Oscar Héctor Quintabani durante 9 años, siendo campeón en dos ocasiones con el Deportivo Pasto y el Atlético Nacional. El 11 de octubre de 2010 dirige al Deportivo Pereira su primer equipo, y el debut fue contra el Deportes Tolima. Después de la derrota frente a Millonarios, Einer renuncia.

## Clubes

### Como jugador
| Club              | País     | Año |
| ----------------- | -------- | --- |
| Deportivo Pereira | Colombia | ?   |

### Como entrenador
| Club              | País     | Año         |
| ----------------- | -------- | ----------- |
| Deportivo Pereira | Colombia | 2010 - 2011 |
| Cúcuta Deportivo  | Colombia | 2012 - 2014 |
| Deportivo Pasto   | Colombia | 2015        |